# 桐生タイムス
桐生タイムス（きりゅうたいむす）とは、群馬県桐生市にある、株式会社桐生タイムス社が発行している夕刊の新聞である。日本地域紙協議会に加盟している。

## 概要
群馬県東部にある桐生市、みどり市、および太田市藪塚本町地区を発行エリアとする。同地域の行政、事件事故、イベントなどのニュースを取材し報道している。読者投稿の「なんでもダイヤル」や、出生とお悔やみを毎日掲載する「明暗だより」などのコーナーがある。コラムは「ぞうき林」。市長選・市議選の投開票翌日は朝刊の発行に切り替える。
フリーペーパー事業も手掛けており、桐生市、みどり市向けの「タウンわたらせ」を発行している。また、群馬大学工学部（桐生市）で毎年秋に催される「クラシックカーフェスティバルin桐生」を共催しているほか、年度末に桐生競艇で「桐生タイムス杯」を開催している。

## 沿革
- 1945年 - 「新日本タイムス」として創刊。月3回発行。
- 1946年 - 「桐生タイムス」へ改題。
- 1957年 - 株式会社化。日刊となる。
- 2001年 - 笠懸町役場（後のみどり市役所笠懸庁舎）近くに広域支局を開局。
- 2004年 - 11月1日号（第15541号）より、新聞のサイズがブランケット判からタブロイド判へと変更され、ページ数は平日16ページ（土曜日・祝日前は20ページ）になる。広域支局を閉鎖。
- 2010年 - 創立65周年で桐生タイムス展を開催した。
- 2015年 - 創立70周年で「ウィークリー両毛」を創刊。「晦魄環照の世界」と「球都のデザイン展」を開催。
- 2020年 - 高校生向け就職応援本「カラフル」を制作。あわせて専用Webページも開設。
- 2021年 - 「みんなの学校新聞」の事業を受け継ぎ、サイト運営を開始。